# Polla aristaria
Polla aristaria är en fjärilsart som beskrevs av Charles Oberthür 1883. Polla aristaria ingår i släktet Polla och familjen mätare. Inga underarter finns listade i Catalogue of Life.